# 六戸町
六戸町（ろくのへまち）は、青森県上北郡の東南部に位置する町。十和田市や三沢市などとともに上北地域に属する。一面が平坦な地形にて形成されており、目立った高山・湖沼はない。十和田湖を源流とする奥入瀬川が東西を流れ、流域には農地が広がる。積雪は多くなく年間を通して穏やかな気候である。

## 地理
上北郡の東南部に位置する。町の南部の東西を十和田湖を源流とする奥入瀬川が流れる。
中北部は、三本木原と呼ばれる台地であり、奥入瀬川から十和田市法量にて分岐した人工河川・稲生川（三本木原用水路）が、東流している。
北部の三沢市との境界付近には、姉沼川の支流も流れている。

## 歴史
古来、「六戸」という地名は、単独の村の呼称ではなく、現六戸町域以外のおいらせ町や三沢市南部も含めた、奥入瀬川（旧称・相坂川）流域一帯を指した呼称であったという説がある。
- 1889年（明治22年）4月1日：町村制施行に伴い、折茂村、柳町村、小平村、鶴喰村、犬落瀬村、上吉田村、下吉田村の7箇村合併により上北郡六戸村成立。

（各村名は、大字として存続。）
- 1948年（昭和23年）2月11日 - 上北郡三沢村へ村域の一部（大字犬落瀬字古間木など）を移管。
- 1957年（昭和32年）10月1日：町制施行により六戸町となる。
- 2004年（平成16年）：平成の大合併において、下田町・百石町（現・おいらせ町）との合併を目指して協議会を設立したが、特例債の運用方針を巡って対立し、離脱した
- 2007年（平成19年）：町制施行50周年を迎える。
- 2017年（平成29年）：町制施行60周年を迎える。

## 行政
- 町長：佐藤陽大（2024年（令和6年）1月29日就任）
- 町議会：定数12人（任期：2027年（令和9年）4月30日）

### 歴代町長
特記なき場合「町勢データ」による。
| 代               | 氏名             | 就任             | 退任             | 備考             |
| 六戸村長（官選） | 六戸村長（官選） | 六戸村長（官選） | 六戸村長（官選） | 六戸村長（官選） |
| ---------------- | ---------------- | ---------------- | ---------------- | ---------------- |
| 1                | 篠田金之亟       | 明治23年6月15日  | 明治30年6月13日  |                  |
| 2                | 海沼眞太郎       | 明治30年6月14日  | 明治37年7月18日  |                  |
| 3                | 秋山政治         | 明治37年7月19日  | 明治41年7月17日  |                  |
| 4                | 吉田廉助         | 明治41年7月18日  | 明治45年7月18日  |                  |
| 5                | 吉田和太郎       | 明治45年7月19日  | 大正9年6月3日    |                  |
| 6                | 鬼柳圭介         | 大正10年3月17日  | 大正11年3月28日  |                  |
| 7                | 種市正造         | 大正11年6月13日  | 大正11年12月10日 |                  |
| 8                | 杉山克己         | 大正12年2月17日  | 大正13年3月26日  |                  |
| 9                | 吉田正次郎       | 大正13年7月7日   | 昭和7年4月14日   |                  |
| 10               | 川崎新兵衛       | 昭和7年6月8日    | 昭和7年11月16日  |                  |
| 11               | 杉山武夫         | 昭和7年12月6日   | 昭和16年3月7日   |                  |
| 12               | 馬場正隆         | 昭和18年7月31日  | 昭和21年12月10日 |                  |
| 六戸村長（公選） |                  |                  |                  |                  |
| 13               | 保土沢一志       | 昭和22年4月12日  | 昭和30年4月30日  |                  |
| 14               | 吉田博彦         | 昭和30年5月1日   | 昭和32年9月30日  |                  |
| 六戸町長（公選） |                  |                  |                  |                  |
| 14               | 吉田博彦         | 昭和32年10月1日  | 昭和42年3月31日  |                  |
| 15               | 松浦長兵衛       | 昭和42年4月28日  | 昭和57年10月29日 |                  |
| 16               | 沼田透           | 昭和57年12月19日 | 平成4年6月1日    |                  |
| 17               | 苫米地繁雄       | 平成4年7月13日   | 平成7年12月31日  |                  |
| 18               | 吉田豊           | 平成8年1月28日   | 令和6年1月28日   |                  |
| 19               | 佐藤陽大         | 令和6年1月29日   | 現職             |                  |

### 町議会選挙
日本全国的に自署式の投票は誤字、脱字の問題が発生する（相模原市議会選挙の2015年、2019年など）。
六戸町町議会選挙では、平成19年、23年、27年の町議会選挙で電子パネル方式を採用した。電子パネル方式は好評ではあったが、経費等の諸事情から、平成31年の選挙では、自署式に戻っており、電子パネル方式を採用する自治体は2019年時点では日本に存在しなくなった。

## 産業

### 農業
おいらせ農業協同組合六戸支店がある。
（十和田市に本店を置き、2008年4月に発足した「十和田おいらせ農業協同組合」とは別である）。
- コメ
- ナガイモ
- ニンジン
- ニンニク：「日本一の大玉ニンニク」
- ニワトリ

### 工業
- 金矢工業団地
  - 青森フジクラ金矢
  - ファーストプライウッド

### 観光
- 星野リゾート青森屋（古牧温泉）
- 舘野公園

県南地方随一の桜の名所として有名。主にヤマザクラが植栽されている。

### 郵便
- 六戸郵便局 (84094)
- 七百簡易郵便局 (84779)

### その他
近年では、太陽光発電サイト(いわゆるメガソーラー施設)の建設・設置が相次いでいる。

## 姉妹都市・提携都市
- 戸の兄弟のまち(1994年宣言): 一戸町、二戸市、三戸町、五戸町、六戸町、七戸町、八戸市、九戸村

## 地域

### 大字・町丁
- 大字犬落瀬（いぬおとせ）
- 大字折茂（おりも）
- 大字上吉田（かみよしだ）
- 大字下吉田（しもよしだ）
- 大字小平（こだいら）
- 大字鶴喰（つるばみ）
- 大字柳町（やなぎまち）
- 金矢（かなや）一～三丁目
- 小松ケ丘（こまつがおか）一～六丁目

### 人口
| |                                        |  |
| 六戸町と全国の年齢別人口分布（2005年） | 六戸町の年齢・男女別人口分布（2005年） |  |
| ■紫色 ― 六戸町 ■緑色 ― 日本全国 | ■青色 ― 男性 ■赤色 ― 女性              |  |
| 六戸町（に相当する地域）の人口の推移 \| 1970年（昭和45年） \| 10,193人 \| \| \| 1975年（昭和50年） \| 10,100人 \| \| \| 1980年（昭和55年） \| 10,532人 \| \| \| 1985年（昭和60年） \| 10,931人 \| \| \| 1990年（平成2年） \| 10,615人 \| \| \| 1995年（平成7年） \| 10,523人 \| \| \| 2000年（平成12年） \| 10,481人 \| \| \| 2005年（平成17年） \| 10,430人 \| \| \| 2010年（平成22年） \| 10,241人 \| \| \| 2015年（平成27年） \| 10,423人 \| \| \| 2020年（令和2年） \| 10,447人 \| \| |                                        |  |
| 総務省統計局 国勢調査より |                                        |  |
| 1970年（昭和45年） | 10,193人                               |  |
| 1975年（昭和50年） | 10,100人                               |  |
| 1980年（昭和55年） | 10,532人                               |  |
| 1985年（昭和60年） | 10,931人                               |  |
| 1990年（平成2年） | 10,615人                               |  |
| 1995年（平成7年） | 10,523人                               |  |
| 2000年（平成12年） | 10,481人                               |  |
| 2005年（平成17年） | 10,430人                               |  |
| 2010年（平成22年） | 10,241人                               |  |
| 2015年（平成27年） | 10,423人                               |  |
| 2020年（令和2年） | 10,447人                               |  |

- 令和2年国勢調査における前回調査からの人口増減率は0.2％の増加だった。県内40市町村で増加となったのは当町とおいらせ町のみである[5]。

### 所轄警察署
- 十和田警察署管内
  - 六戸駐在所

### 所轄消防署
- 十和田地域広域事務組合六戸消防署

### 教育

#### 高等学校
- 青森県立六戸高等学校
  - 2023年4月に、本校と青森県立三本木農業高等学校及び青森県立十和田西高等学校との統合による青森県立三本木農業恵拓高等学校開校により閉校。

#### 中学校
- 六戸町立六戸中学校
- 六戸町立七百中学校

#### 小学校
- 六戸町立六戸小学校
- 六戸町立大曲小学校
- 六戸町立開知小学校

上記小中学校は、2025年4月、統合による六戸町立義務教育学校六戸学園開校により閉校予定。
※以下は廃校。
- 六戸町立開知小学校〈旧〉（1997年・開知小学校を統合新設）
- 六戸町立七百小学校（同上）
- 六戸町立昭陽小学校（同上）
- 六戸町立長谷小学校（2001年・六戸小学校へ統合）
- 六戸町立柳町小学校（同上）
- 六戸町立折茂小学校（2009年・六戸小学校に統合）

### 幼稚園・保育園
- さつき保育園
- ひのでこども園
  - (旧)第一日の出保育園
- こども園おひさま
  - (旧)第二日の出保育園
- こども園えがお
- 小松ヶ丘幼稚園

### 医療機関
- 町内に病院は無いが、診療所が4箇所(うち町立１カ所)、歯科医院が3箇所、調剤薬局が2箇所ある。

### 金融機関
- 青い森信用金庫六戸支店
- おいらせ農業協同組合六戸支店

## 隣接する自治体
- 十和田市
- 三沢市
- 上北郡：東北町、おいらせ町
- 三戸郡：五戸町

## 交通

### 鉄道
- 青い森鉄道青い森鉄道線
  - 町の北東部・三沢市やおいらせ町との境界を通っているが停車駅はない。最寄の停車駅は三沢駅か向山駅である。
  - （現在の三沢駅周辺の古間木地区は旧六戸村から移管されており、三沢駅所在地は六戸町と同じ「大字犬落瀬」となっている）。
- 東北新幹線
  - 八戸駅 - 七戸十和田駅間のうち、町内は主にトンネルで通過する。最寄の新幹線駅は八戸駅または七戸十和田駅となる。なお、以上の経緯から、六戸町も東北新幹線開業に伴う並行在来線問題の協議には参加していた。
- 2012年3月までは十和田観光電鉄線に以下の駅が存在した（同線は2012年4月1日廃止）。
  - 大曲駅 - 柳沢駅 - 七百駅 - 古里駅 - 三農校前駅

### バス
- 六戸町民バス
- 十和田観光電鉄
- つばめ交通
- ジェイアールバス東北：おいらせ号
- シリウス号 (高速バス)

### 道路
- 自動車専用道路
  - E4A 第二みちのく有料道路：六戸ジャンクション
    - 八戸自動車道経由で三沢市の古牧温泉への最寄出入り口である。

  - E4A 上北自動車道：六戸三沢インターチェンジ

- 一般国道
  - 国道4号（十和田バイパス）
  - 国道45号

- 県道
  - 主要地方道
    - 青森県道8号八戸野辺地線
    - 青森県道10号三沢十和田線
    - 青森県道20号八戸三沢線
    - 青森県道22号三沢七戸線

  - 一般県道
    - 青森県道113号五戸六戸線
    - 青森県道119号五戸下田停車場線
    - 青森県道171号向山停車場六戸線
    - 青森県道211号折茂上北町停車場線
    - 青森県道212号米田六戸線
    - 青森県道213号柳町下田停車場線
- 道の駅
  - ろくのへ

## 名所・旧跡・観光スポット・祭事・催事

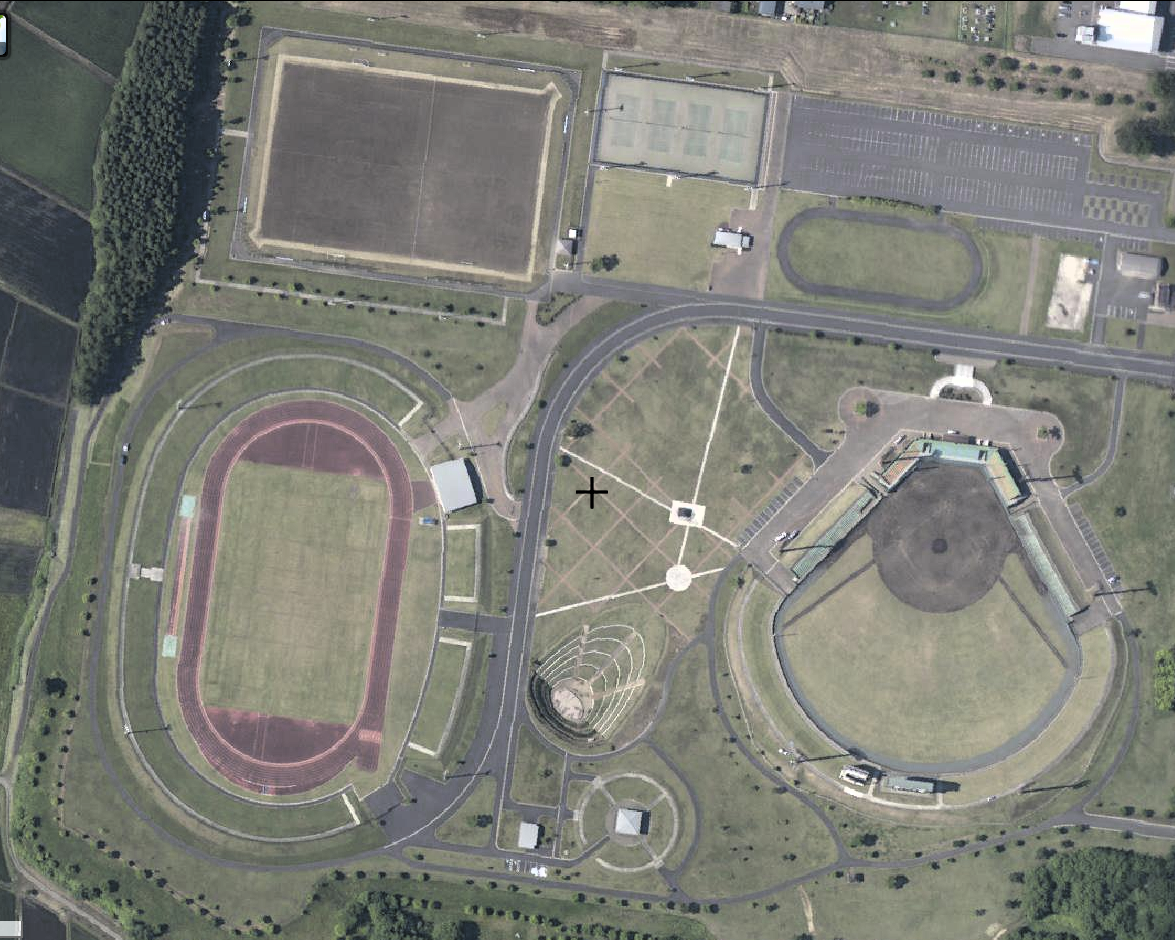
六戸町総合運動公園航空図

- 星野リゾート青森屋（古牧温泉）：敷地の約半分は当町に属する。
- 熊野神社：文室綿麻呂の家臣笹野尚盛により844年創建。
- 郷土資料館〔犬落瀬字柴山〕
- 今熊神楽：350年の歴史がある。
- 上吉田南部駒踊り：上吉田地区に古くから伝わる踊り。騎馬武者による野馬取りになぞらえて舞踊化。
- 鶴喰鶏舞：鶴喰地区に伝わる舞踊。
- 舘野公園春祭り
- 六戸秋まつり（9月第1金・土・日曜日）
- メイプルタウンフェスタ（11月第1土・日曜日）
- サテライト六戸（青森競輪場場外車券売場）
- 六戸町総合運動公園
  - 六戸町総合運動公園野球場（メイプルスタジアム）
- 福聚山海傳寺（海伝寺） – 上吉田字前田。曹洞宗。
- 若宮山光昌寺 – 犬落瀬字若宮
- 明光山月窓寺 – 鶴喰字明堂

## 特産品
- 青森シャモロック

## 出身著名人
- 37代木村庄之助：大相撲立行司
- 洗平竜也：元プロ野球、社会人野球「硬式野球クラブ東海REX」選手
- 寺山修司：劇作家、歌人（本籍地が旧六戸村。記念館などは三沢市内に所在）
- 苫米地司：建築・雪氷工学者、北海道科学大学理事長
- 金渕光希：プロ野球選手。2024年育成ドラフトで横浜DeNAベイスターズから3位指名され、洗平竜也以来24年ぶりの六戸町出身のプロ野球選手となった[8]。